# Деметрій Прогоні
Деметрій Прогоні (алб. Dhimitër Progoni) — албанський лідер, який правив як князь албанців з 1208 по 1216 рік Арбанонським князівством, першою албанською державою. Він був спадкоємцем і братом Джіна Прогоні та їхнього батька, Прогона Круйського. Після краху Візантійської імперії під час Четвертого хрестового походу йому вдалося ще більше забезпечити незалежність Арбанону та розширити його вплив до максимального рівня. Протягом більшої частини свого правління він брав участь у боротьбі проти Венеційської республіки, Зети Георгія Неманича, а пізніше Епірського деспотату і, навпаки, підтримував добрі стосунки з їхніми суперниками, Рагузькою республікою, і спочатку Стефаном ІІ Неманичем з Рашки, з чиєю донькою Комніною він взяв шлюб. Напис Гезік, знайдений у католицькій церкві Ндерфанде (сучасний Гезік), показує, що до кінця життя він був католиком. У латинських документах того часу його часто називають princeps Arbanorum (князь албанців), а у візантійських документах — megas archon, а пізніше — Panhypersebastos. Під зростаючим тиском з боку Епірського деспотату його смерть близько 1216 року знаменує кінець Арбанону як держави та початок періоду автономії, поки її останній правитель Голем з Круї не приєднався до Нікейської імперії. Анексія спровокувала 1257 року повстання Арбанону. У нього не було синів, які б продовжували його династію, але його багатство та частина його володінь у Мірдіті після смерті Деметрія перейшли до його неповнолітнього племінника Прогона (сина Джіна), якого він назвав протосевастосом. Сім'я Дукаджіні, яка з'явилася в історичних записах 70 років потому в тому ж регіоні, могла бути родичами або прямими нащадками Прогона.
В історичних записах Деметрій Прогоні є першим правителем, який називав себе князем албанців, і першим, хто визначив свій домен як Principatum Albaniae (Князівство Албанія/Арбанон). Багато пізніших феодальних правителів Албанії претендуватимуть на такий же титул і представлятимуть своє правління як продовження цієї держави. Першим, хто це зробив, був Карл I Анжуйський, який намагався легітимізувати Албанське королівство як державу-спадкоємицю Князівства Арбанон. Це відбулося приблизно через 60 років, 1272 року.

## Історичне тло
Прогон з Круї, батько Деметрія Прогоні, сформував першу албанську державу в середні віки. Мало відомо про архонта Прогона, який правив Круєю та її околицями принаймні з епохи між 1190 і 1198 рр. Замок Круйє та інші території залишилися у володінні родини Прогоні, і Прогона успадкували його сини Гїн, а пізніше Деметріо. До 1204 року Арбанон був автономним князівством Імперії ромеїв. Падіння Візантійської імперії в 1204 році мало два основні політичні наслідки для регіону Албанії. Перше полягало в тому, що візантійське панування зникло, що дозволило місцевим правителям домагатися незалежності. Друга полягала в тому, що за угодами про поділ Візантійської імперії контроль над Албанією було передано Венеційській республіці. У цьому геополітичному середовищі Деметрій Прогоні прийняв владу в 1207-08 рр.. У першоджерелах того періоду він здебільшого згадується як Деметрій (Demetrius, Progoni archontis filius et naslednik) або Demetrio Progoni.

## Правління

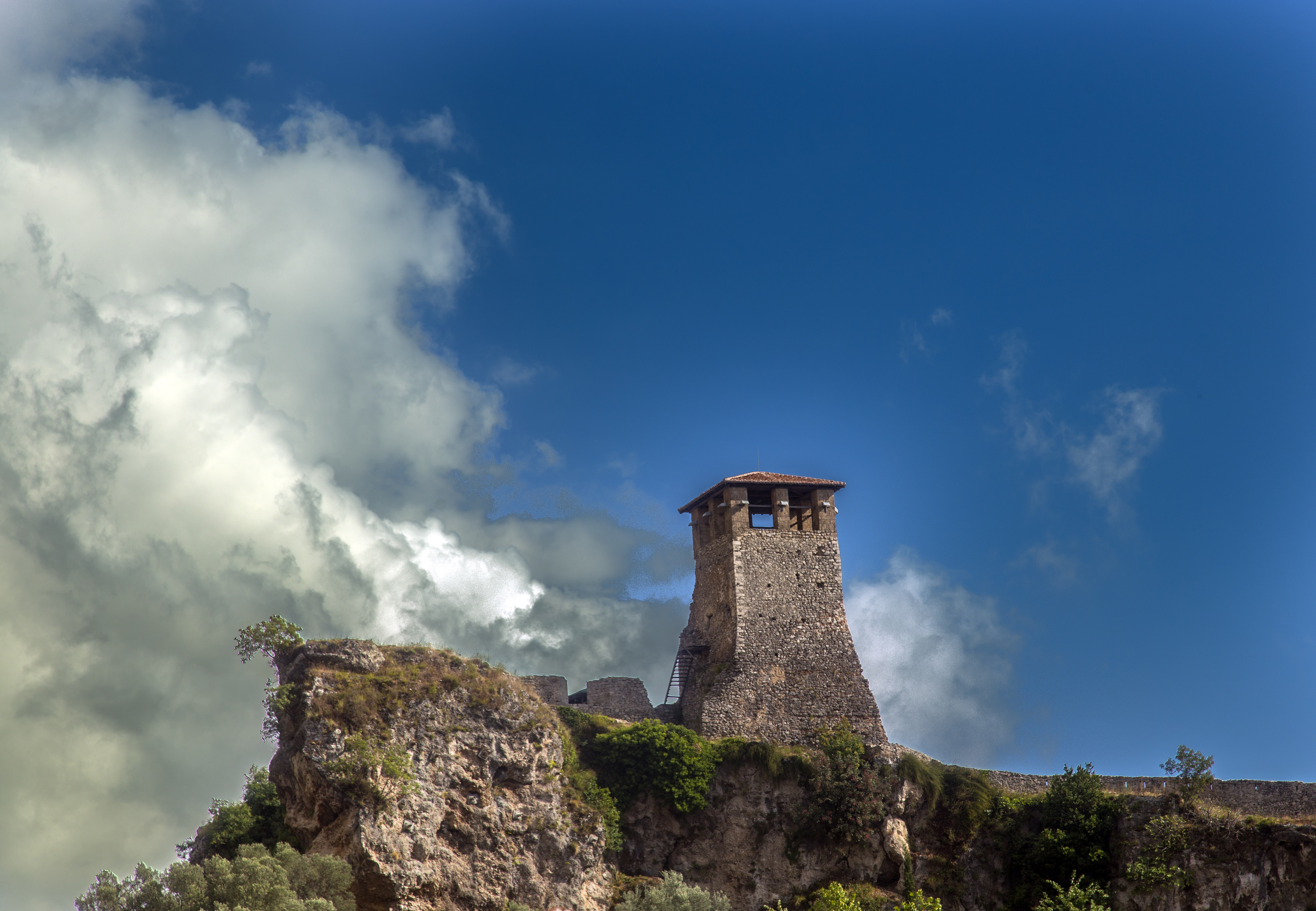
Крує та його фортеця були центром Арбанонського князівства

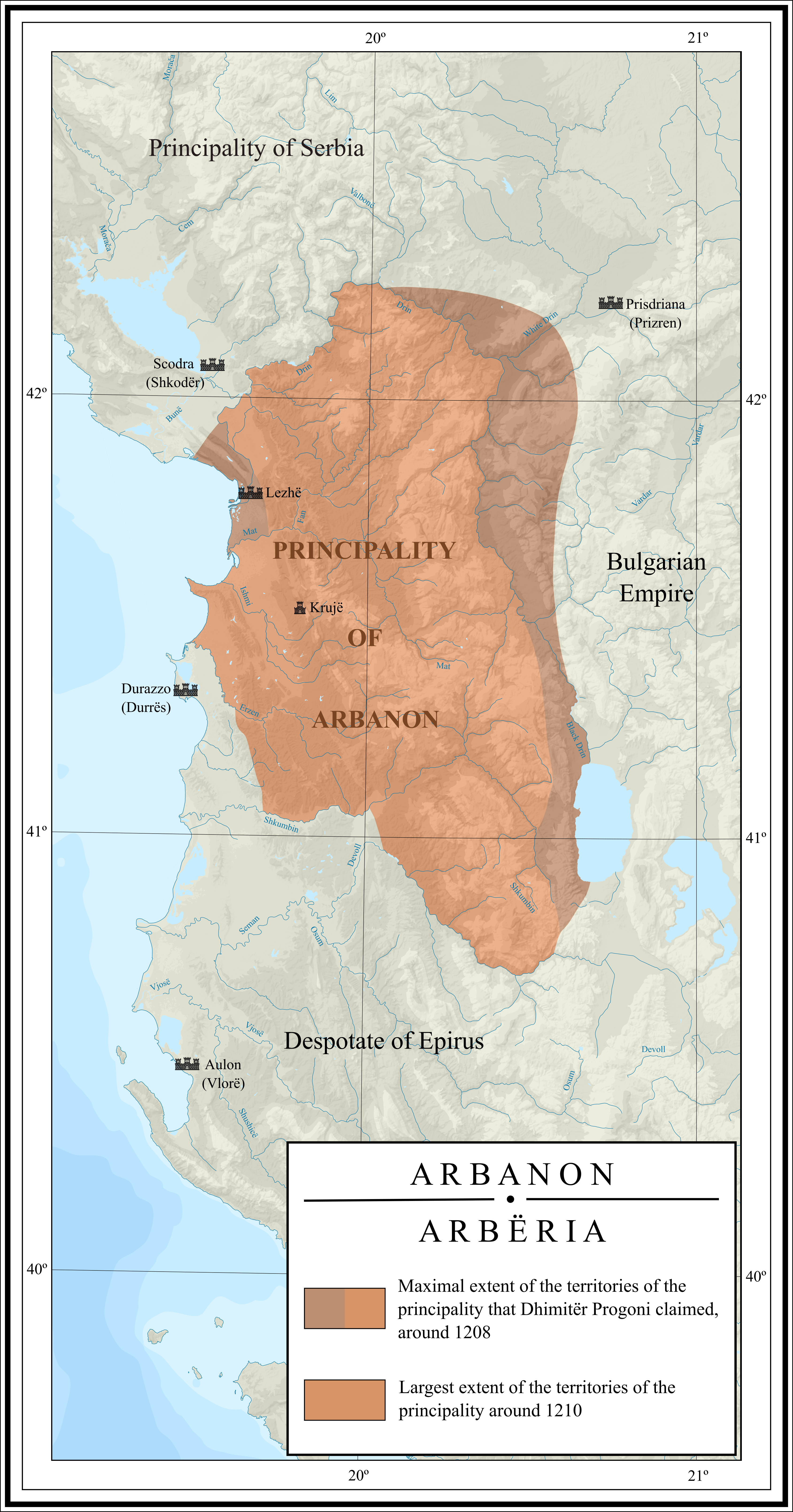
Максимальний обсяг Арбанону та претензії Деметрія Прогоні

З початку свого правління Прогоні прагнув створити дружні зв'язки в зовнішній політиці, щоб зберегти суверенітет Арбанону від зовнішніх загроз, найважливішими з яких протягом більшої частини його правління були Венеційська республіка, а пізніше Епірський деспот. У 1208-09 рр. він вперше розглядав навернення до католицизму зі східного православ'я, щоб отримати підтримку проти своїх венеційських суперників. Оскільки Венеції було надано номінальне право контролювати Албанію, навернення до католицизму мало звести нанівець претензії Венеції на територію, контрольовану іншою католицькою державою, Князівством Арбанон. Це також захистило б його від експансії пост-візантійських наступників, таких як Епірський деспот. У своєму збереженому листуванні з папою Інокентієм III Прогоні як лідер арбанонського iudices, який підписувався як його послідовник, просив папу надіслати місіонерів для поширення католицизму на його землі. Папа відповів, що Миколаю, католицькому архідиякону Дурреса, було доручено підготуватися до місії. Однак невдовзі після цього Деметрій зупинив процес, оскільки він більше не вважав це важливим. Він переміг Георгія Неманича, великого князя Зети та венеціанського васала, з яким він межував на півночі, і тому відчував меншу загрозу з боку Венеції. Раніше, у договорі, підписаному 3 липня 1208 року, Неманич пообіцяв військову підтримку Венеції, якщо Прогоні нападе на венеціанську територію. Він також одружився з Комніною Неманич, яка була дочкою Стефана Неманича, суперника Георгія Неманича і онукою останнього візантійського імператора Олексія III Ангела. У цьому контексті через зв'язок його дружини з візантійською імператорською родиною він отримав титул пангіперсевастос. Після смерті католицького архієпископа Дурреса венеційці та Прогоні — кожен на своїй території — захопили церковне майно. За дії проти церковного майна він був відлучений від церкви. Деметрій використовував титул princeps Arbanorum («князь албанців») для позначення себе, і був визнаний таким іноземними сановниками. У листуванні з Інокентієм III територія, яку він заявляв як princeps Arbanorum, була територією між Шкодром, Прізреном, Охрідом і Дурресом (regionis montosae inter Scodram, Dyrrachium, Achridam et Prizrenam sitae). Загалом Прогоні довів князівство до апогею. Територія, яку контролювало князівство, сягала від долини річки Шкумбін до долини річки Дрін на півночі та від Адріатичного моря до Чорного Дріну на сході. У латинських документах він також згадується як iudex. У візантійських записах він титулований як мегаархонт, а після зміцнення свого правління — як пангіперсеваст.
У пошуках союзників він також підписав угоду з Республікою Рагуза, яка дозволяла вільний проїзд рагузьких купців на територію Албанії. У 1210 році між Венеційською республікою та Михайлом I Комніном Дукою з Епірського деспотату було укладено угоду, за якою Дука ставав васалом Венеції, якщо республіка визнавала його претензії до долини річки Шкумбін, основної території Арбанону. У 1212 році Венеція також дозволила Михайлу вщяти прибережне герцогство Дуррес і відмовилася від прямого контролю над центральною Албанією. Угода мала жахливі наслідки для князівства, яке, оточене ворожими силами, наприкінці життя Димитера Прогоні, здається, скоротилося до території на північ від Шкумбіна та на південь від Дріна. Доказом цього періоду є фундаментальний напис католицької церкви Гезік у Ндерфанде поблизу сучасного Ррешена в Мірдіті. Напис написаний латинською мовою і був зроблений після смерті Прогоні. Напис показує, що Прогоні, якого знову прийняли в католицьку церкву, виділив кошти на будівництво церкви, яку він, можливо, планував стати резиденцією єпархії Арбанума або нової єпархії в центрі його володінь, що залишилися. На це вказує той факт, що нова церква була побудована на місці старішої церкви, присвяченої Св. Марії, але Прогоні присвятив нову церкву Шен Премте, покровителю Арбанума. Він зберіг напівнезалежність цієї області за угодою, в якій він визнав високий сюзеренітет Зети, а правителі Зети натомість не втручалися у внутрішні справи регіону. У написі, який також служить останньою волею Прогоні, церква присвячена його народу (nationi obtulit), а його наступник, Прогоні, син Джина Прогоні, призначений протосевастом.

## Смерть і спадок

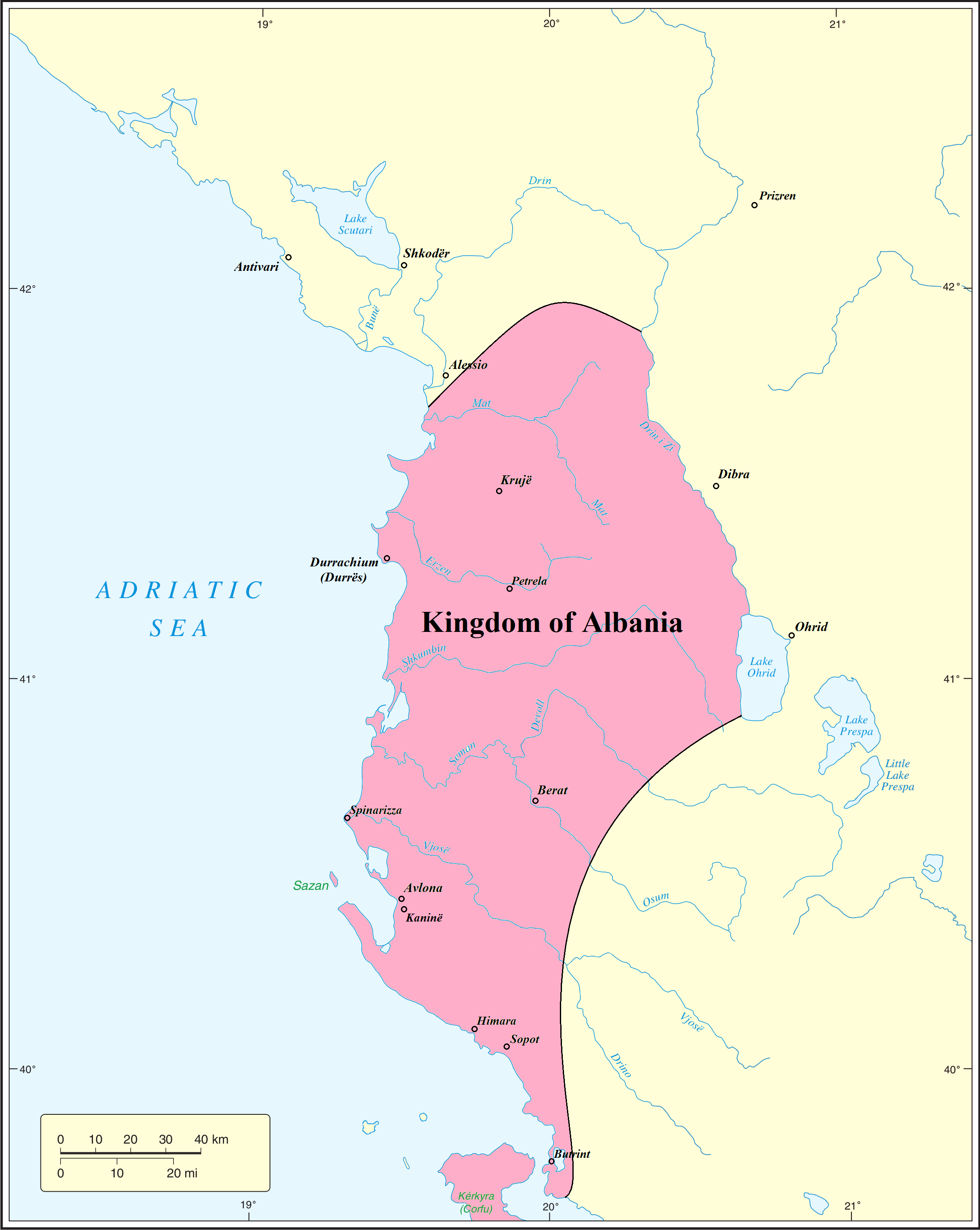
Королівство Албанія, приблизно через 70 років після смерті Прогоні, було заявлено Карлом I Анжуйським як держава-правонаступник

Деметрій Прогоні помер близько 1215-16 рр. Невдовзі його дружину видали заміж за Грегорі Камонаса, якому потрібно було весілля, щоб узаконити спадкоємство влади. Після того, як він взяв під контроль Крую, зміцнив відносини з Великим князівством Сербії, які ослабли після слов'янського нападу на Шкодер. Комніна мала доньку з Камонасом, яка вийшла заміж за Голема, який продовжував правити як напівнезалежний правитель в Арбаноні під керівництвом Теодора Комніна Дуки з Епірського деспотату (до 1230 року), а потім Івана Асена II з Болгарії до своєї смерті в 1241 році. Потім він коливався між Дукою та нікейцями, поки не був остаточно анексований нікейцями на етапі відновлення Візантійської імперії в 1252-56 роках. Ці події спричинили повстання Арбанона в 1257 році. Князівство Арбанон — перша албанська держава, що виникла в середні віки. При Прогоні воно досягло найбільшого розмаху. Прогоні першим використав терміни Princeps Arbanorum і Princeps Albaniae. Спадщина місцевого незалежного центру влади в Албанії була використана майбутніми правителями, щоб легітимізувати свою владу, представивши свої королівства її наступниками. Першим, хто зробив це, був Карл I Анжуйський зі створенням Королівства Албанія приблизно через 70 років. В албанській історіографії його спроба була оцінена негативно як «анжуйський винахід», який мав на меті перетворити Албанію на збройну базу для анжуйських походів на відміну від Арбанонського князівства, яке було спробою місцевого об'єднання та незалежності від Візантії.
Синів у Прогона не було. Його наступником став племінник Прогон. Правління цього Прогона в районі Мірдіти, велика схожість між гербом роду Прогонів у написі Гезика та гербом пізнішого роду Дукаджіні, а також твердження Дукаджіні про те, що вони були спадковими володарями Ндерфанди та абатства Гезик, змусили істориків вважати, що ці два роди могли бути пов'язані між собою або навіть що Дукаджіні були нащадками Прогонів через протосевастоса Прогона.
Зв'язок церкви Ндерфанде з єпархією Арбанум і, отже, з територією Арбанону призвело до пізніших суперечок. Дукаджіни, які володіли спадковими правами на регіон, фактично контролювали абатство. Гйон Кастріоті, який контролював територію єпархії Арбанум, стверджував, що абатство має перейти до його території. Суперечка була вирішена за посередництва папства, яке передало його єпархії Леже, яка була утворена в XV столітті і була де-юре частиною земель Дукаджіні.